# Peltorhamphus latus
Peltorhamphus latus är en fiskart som beskrevs av James 1972. Peltorhamphus latus ingår i släktet Peltorhamphus och familjen flundrefiskar. Inga underarter finns listade i Catalogue of Life.